# Янгон (округ)
Округ Янгон (стара назва — Рангун) — адміністративний округ в М'янмі, створений навколо міста Янгон. Межує з округами Пегу і Іраваді. В округ входять також Кокосові острови в Бенгальській затоці. Це найрозвиненіша промислова зона країни.

## Історія
Рангунський округ був виділений з округу Пегу і включає в себе місто Янгон і навколишні міста-супутники. Див. детально місто Янгон.

## Адміністративний поділ
Округ ділиться на чотири райони — північний, південний, західний і східний. Включає в себе 45 міст.
| Прапор М'янми | Це незавершена стаття про М'янму. Ви можете допомогти проєкту, виправивши або дописавши її. |